# Ян Лєхонь
Ян Лехонь (пол. Jan Lechoń псевдонім; справжнє ім'я — Лешек Юзеф Серафінович, пол. Leszek Józef Serafinowicz; 13 березня 1899, Варшава, Царство Польське, Російська імперія — 8 червня 1956, Нью-Йорк, США) — польський поет, літературний і театральний критик, дипломат.

## Біографія
Був одним з трьох синів у родині варшавських інтелігентів — Владислава Серафіновіча і Марії Нєвенґловської. Писати вірші почав змалку: ще навчаючись у класичній школі ім. Еміліана Конопчинського, він мав славу шкільного поета. У 1912 році вийшла його дебютна поетична збірка «На золотому полі».
Після школи він вивчав полоністику у Варшавському університеті (1916—1918). Редагує журнал «Pro arte et studio», потім — його наступника, журнал «Pro arte», де друкує свої вірші і критичні статті. Один із творців літературно-артистичного кабаре «Pikador» (1918), а також був одним із засновників і активних учасників поетичної групи «Скамандр» (пол. Skamander), метою якої був відхід від романтичної традиції. Але творчість Яна Лєхоня, незважаючи на декларації, має виразний романтичний характер.
У 1921 році після невдалої спроби самогубства, лікувався у різних лікарнях і санаторіях. У 1926—1929 рр. — редактор сатиричного видання Cyrulik Warszawski; 1929 рік — секретар журналу «Пам'ятник Варшавський» (Pamiętnik warszawski).
1930—1939 рр. — перебуває в Парижі, працює на посаді аташе у справах культури при польській амбасаді. Після поразки Франції у 1940 році, виїхав через Іспанію і Португалію до Бразилії. У 1941 році виїжджає до США і оселяється В Нью-Йорку, де провадить активну суспільну діяльність. Був співзасновником Польського Інституту Науки і Мистецтва в США. Постійно співпрацював з лондонським виданням «Польські політичні і літературні відомості».
8 червня 1956 р. покінчив життя самогубством, викинувшись з 12 поверху готелю Hudson Hutson. Причиною його смерті називають, з одного боку, глибоку депресію через панування комуністів у Польщі, з іншого — цькування за його нетрадиційну орієнтацію.
У 1991 році його прах було перепоховано у родинному склепі в Лясках, поряд з батьком і матір'ю.

## Переклади українською мовою
Окремі вірші Яна Лехоня українською мовою переклали Юрій Бедрик та Ігор Бурковський (Всесвіт. — 1999.- N9-10).

## Творчість
- «На золотому полі» (Na złotym polu), Варшава, 1912.
- «Різними стежками» (Po różnych ścieżkach), Варшава, 1914.
- Драматичний ноктюрн «В королівському палаці» (W pałacu królewskim), Варшава, 1916.
- Королівсько-польське кабаре 1917—1918 (Królewsko-polski kabaret 1917—1918), Варшава, 1918.
- «Кармазинова поема» (Karmazynowy poemat), Варшава, Краків, 1920.
- «Бабинська Річ Посполита. Історичні думи» (Rzeczpospolita babińska. Śpiewy historyczne), Варшава, 1920.
- «Срібне і чорне» (Srebrne i czarne), Варшава, 1924.
- «Про польську літературу»(O literaturze polskiej), Лондон, 1942.
- «Лютня на соловейку» (Lutnia a bekwarku), Лондон, 1942.
- «Арія з курантом» (Aria z kurantem), Нью-Йорк, 1945.
- Зібрання творчості 1916—1953, Лондон, 1954.